# Leo von Moos
Leo von Moos (* 11. April 1872 in Mondsee; † 20. April 1943 in Salzburg)
war ein österreichischer Bildhauer.

## Leben
Von Moos war Student in Innsbruck und Wien und danach in Salzburg als Steinmetzmeister und Bildhauer tätig. Er trat 1901 dem Deutschen Turner-Bund bei und erhielt dadurch viele Aufträge. Von Moos wurde 1904 in den Vorstand der Salzburger Kunstgewerbegenossenschaft berufen.

## Werke

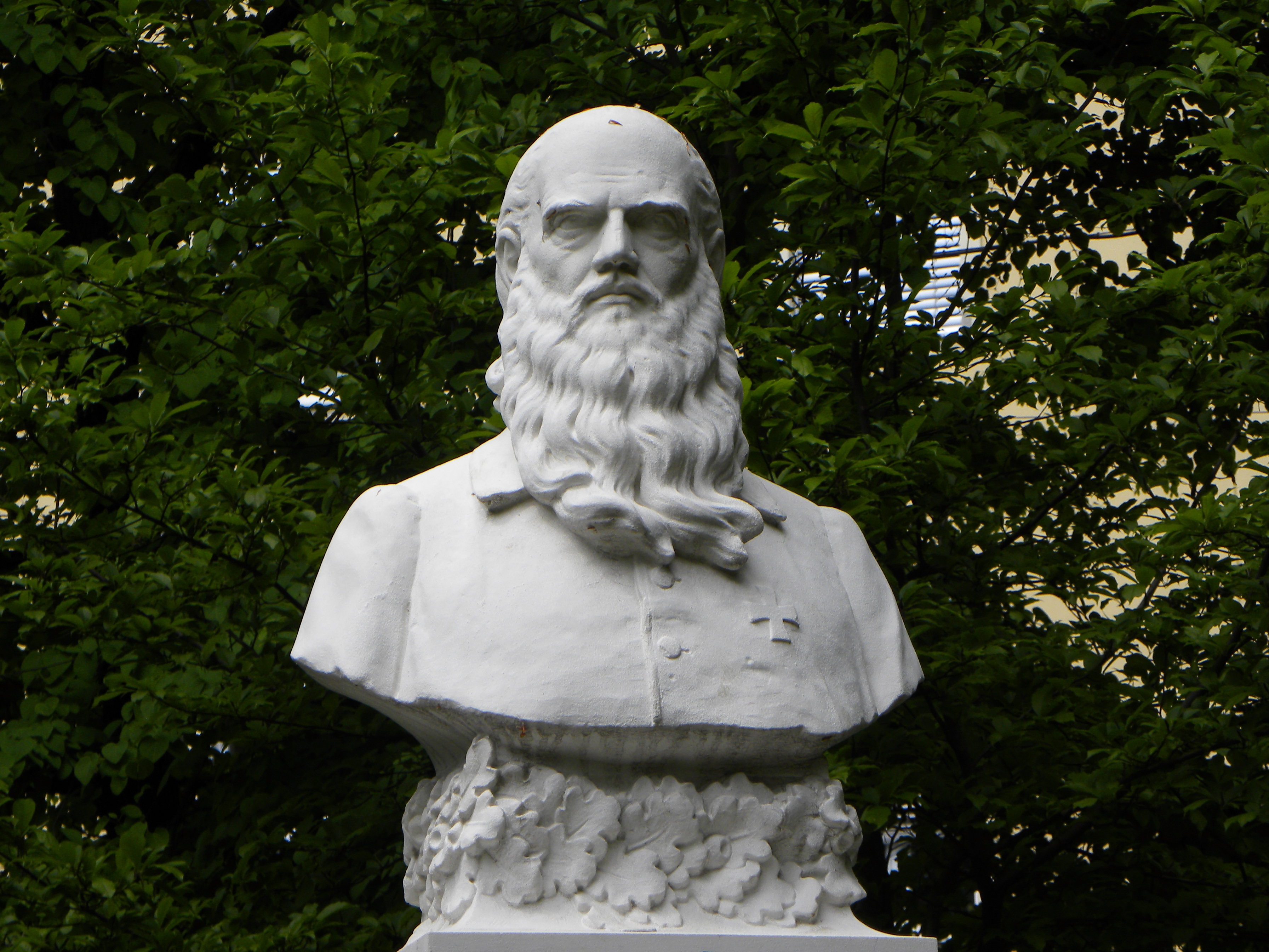
Jahn-Denkmal in Linz

Von Moos war Spezialist für Jahn-Denkmäler (1903 im Kurpark von Salzburg, Mondsee, Traunstein).
Er gestaltete 1904 aus Laaser Marmor ein Relief für die Jahn-Gedenkstätte in der Salzburger Gemeinde Oberndorf.
1905 schuf er für die Turngemeinschaft Jahn das Denkmal des Turnvaters Friedrich Ludwig Jahn (1778–1852) im Volksgarten Linz.
1908 schuf er zum 60-jährigen Regierungsjubiläum von Kaiser Franz Joseph I. eine Büste aus Untersberger Marmor in der damals selbständigen Gemeinde Maxglan (heute Stadtteil von Salzburg), welche sich heute beim Kriegerdenkmal am Friedhof Maxglan befindet.
1913 schuf er ein bekränztes Medaillonbild für den Freiheitskämpfer Johann Panzl in Mühlbach im Pinzgau (Gemeinde Bramberg). Auch das Peter-Sieberer-Denkmal in Pfarrwerfen und das Unkener Denkmal stammen von ihm.
1919 entstand ein Knabenakt als Fechter. 1923 wurde im Park von Oberndorf das Kriegerdenkmal mit einem von Moos geschaffenen nachdenklichen Soldaten eingeweiht.
Für die Schlosskapelle von Schloss Goldenstein fertigte er einen Ambo und ein Relief von vier Betenden im Jahr 1926. 1931 entstand die Gedenktafel für Otto Nußbaumer an der Neuen Residenz in Salzburg. Für das im dortigen Sebastiansfriedhof befindliche Paracelsusgrab stammt ein Bildmedaillon aus seiner Hand.
Er war mit Georg Ritter von Schönerer bekannt, porträtierte ihn mehrfach und fertigte für ihn einige Bismarck-Denkmäler und Gedenktafeln an. Auch einen Salzburger Stier gibt es von ihm.
Eine Büste von Ludwig Purtscheller aus seiner Hand steht im Zeppezauerhaus auf dem Salzburger Untersberg.
Auf dem Salzburger Kommunalfriedhof wurden folgende Grabstätten von ihm gestaltet: Grabmal Krieger, Grabmal Roittner, Grabmal Oedl, Grabmal Thalhammer und die Arkadengruft LI.